# Bernard 60

Bernard 60

Le Bernard 60T est un avion de transport réalisé en France durant l'Entre-deux-guerres par la Société des Avions Bernard.